# آمبیگا سرینواسان

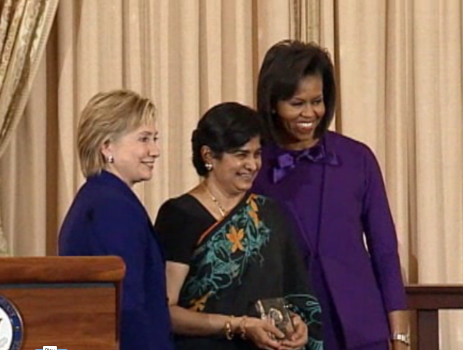
آمبیگا سرینواسان با وزیر امور خارجه هیلاری کلینتون و بانوی اول میشل اوباما

آمبیگا سرینواسان (انگلیسی: Ambiga Sreenevasan؛ زادهٔ ۱۹۵۶) وکیل اهل مالزی است.
او قبلاً به عنوان رئیس شورای مالزی از سال ۲۰۰۷ تا ۲۰۰۹، و رئیس پیشین یک هیئت سازمان غیردولتی که از انتخابات آزاد و عادلانه حمایت می‌کند، بوده‌است.
وی همچنین برندهٔ جوایزی همچون جایزه بین‌المللی زنان شجاع در سال ۲۰۰۹ شده‌است.